# Snarespingvin
Snarespingvin (Eudyptes robustus) är en tofspingvin som förekommer i Nya Zeeland. Den finns främst på Snaresöarna, en ögrupp på Sydöns södra kust. 

## Utseende

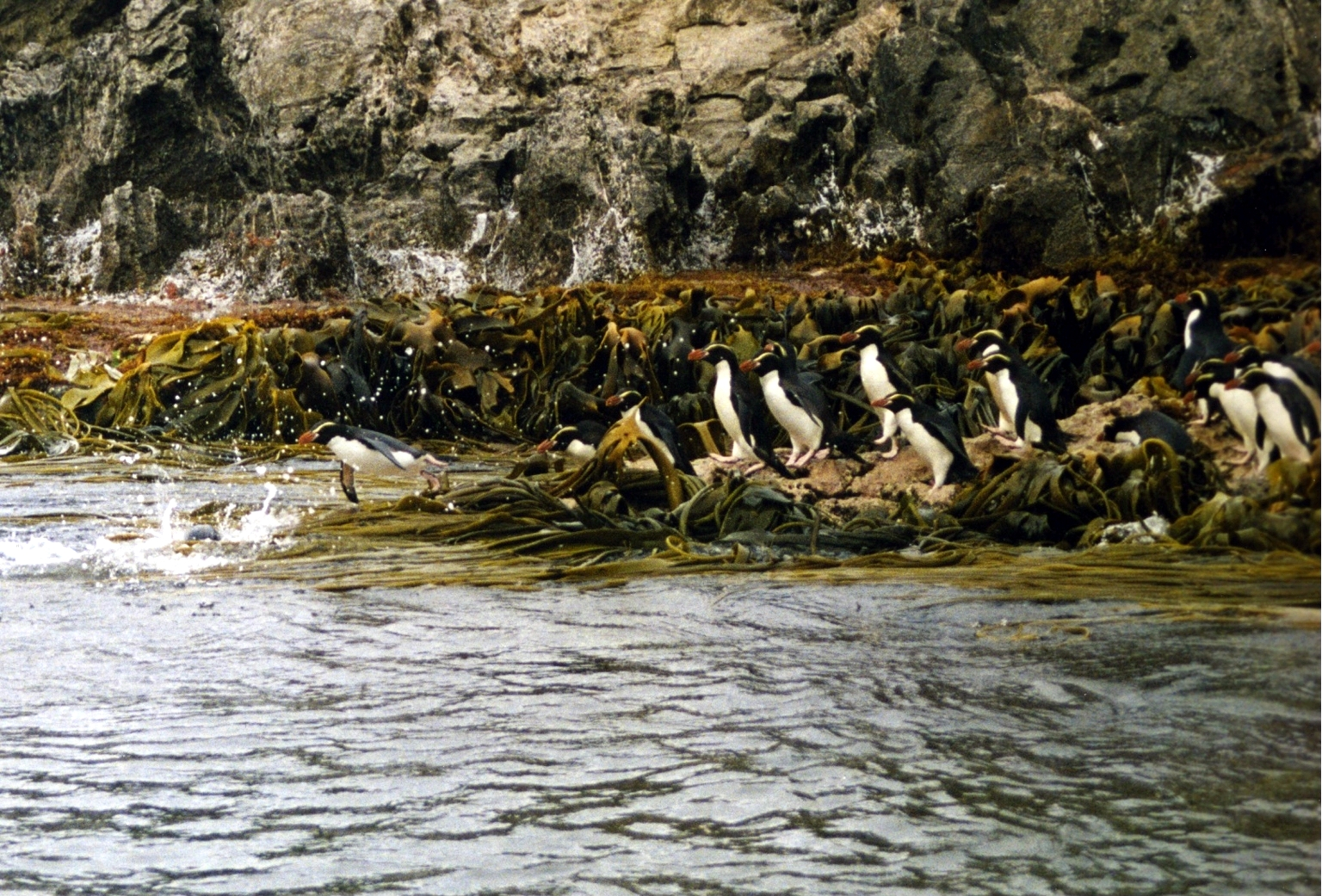
Dykande snarespingvin

Snarespingvinen är en relativt liten pingvin som mäter 50–70 centimeter på längden och väger 2.5–4 kilogram. Fågeln har mörkt blåsvart ovansida och vit undersida. Den har en ljusgult ögonbrynsstreck som sträcker sig över ögat och formar en slokande, spretig tofs. Den har också rosa vaxhud vid basen av dess stora rödbruna näbb.

## Utbredning och systematik
Huvudkolonierna finns på North East Island, medan andra kolonier finns på Broughton Island men även på de klippiga öarna i ögruppen Western Chain. Vissa betraktar arten som en underart till fjordpingvin (Eudyptes pachyrhynchus). Den behandlas som monotypisk, det vill säga att den inte delas in i några underarter.

## Ekologi
Snarespingvin häckar i små (tio reden) till stora (1200 reden) kolonier som förekommer under skyddande träd eller i öppna biotoper. Dess huvudsakliga föda utgörs av krill, som utgör ungefär 60% av dieten, kompletterat med bläckfisk och småfisk som vardera utgör ungefär 20%.

## Hot och status
Arten kategoriseras som sårbar (VU) av internationella naturvårdsunionen IUCN eftersom dess häckningsutbredning är koncentrerat till en liten ögrupp. Den globala populationen uppskattas till cirka 30.000 häckande par.

## Namn
Arten har på svenska i litteratur även kallats Snaresöns tofspingvin eller snarestofspingvin.